# Erzbistum Kampala
Das Erzbistum Kampala (lat.: Archidioecesis Kampalaensis) ist ein in Uganda gelegenes Metropolitanbistum der römisch-katholischen Kirche mit Sitz in Kampala.

## Geschichte
Vorläufer des heutigen Erzbistums Kampala ist das 1880 durch Leo XIII. aus dem Apostolischen Vikariat Zentralafrika im Sudan heraus gegründete Apostolische Vikariat von Nyanza. Erster Bischof und Apostolischer Vikar war Léon-Antoine-Augustin-Siméon Livinhac MAfr. Das Vikariat wurde mehrfach umbenannt, in Victoria-Nyanza (1883), Nord-Victoria Nyanza (1894) und schließlich am 15. Januar 1915 zum Apostolischen Vikariat von Uganda. Am 25. März 1953 erfolgte durch Papst Pius XII. die Erhebung zum Erzbistum Rubaga. Papst Paul VI. begründete am 5. August 1966 durch Umbenennung das heutige Erzbistum Kampala.
Suffraganbistümer sind Kasana-Luweero (1996), Kiyinda-Mityana (1981), Lugazi (1996) und Masaka (1953).

## Bischöfe
- Léon-Antoine-Augustin-Siméon Livinhac MAfr, 1883–1889
- Jean-Joseph Hirth MAfr, 1889–1894, dann Apostolischer Vikar von Süd Victoria Nyanza
- Antonin Guillermain MAfr, 1895–1896
- Henri Streicher MAfr, 1897–1933
- Joseph Francis Marie Sweens MAfr, 1912–1928
- Henri Streicher MAfr, 1915–1933
- Joseph-Georges-Édouard Michaud MAfr, 1933–1945
- Louis Joseph Cabana MAfr, 1947–1960
- Joseph Kiwánuka MAfr, 1960–1966
- Emmanuel Kiwanuka Nsubuga, 1966–1990
- Emmanuel Wamala, 1990–2006
- Cyprian Kizito Lwanga, 2006–2021
- Paul Ssemogerere, seit 2021

## Bedeutende Kirchen
- St. Mary’s Kathedrale, (Rubaga Kathedrale)
- Basilika der Märtyrer von Uganda, Basilica minor in Namugongo
- Basilika der Märtyrer von Uganda, Basilica minor in Munyonyo
- Our Lady of Africa, im Stadtteil Mbuya
- St. Peter, im Stadtteil Nsambya

## Andere Bauwerke
- Rubaga Hospital, ein kirchliches Krankenhaus nahe der Kathedrale
- Uganda Martyrs University, Rubaga Campus
- Apostolische Nuntiatur, am Mbuya Hügel, nahe der Kirche Our Lady of Africa